# 剑门县 (武周)
剑门县，中国古县名。
武周圣历二年（699年）置，治所在今四川省剑阁县东北剑门镇。因剑门山为名。而《读史方舆纪要》引《舆地广记》說劍門縣建立於蜀漢時期。唐朝、北宋属剑州。南宋绍熙二年（1191年）属隆庆府。元朝至元二十年（1283年），废入普安县。